# مانیلا (ایندیانا)
مانیلا (به انگلیسی: Manilla) یک منطقهٔ مسکونی در ایالات متحده آمریکا است که در شهرستان راش، ایندیانا واقع شده‌است. مانیلا ۲۷۱٫۸۸ متر بالاتر از سطح دریا واقع شده‌است.